# Tudor Vladimirescu (1854)
P/S Tudor Vladimirescu – prawdopodobnie najstarszy wciąż pływający parowiec bocznokołowy na świecie, zwodowany w 1854 roku jako holownik „Croatia”; następnie nosił nazwy „Sarmisegetuza” i „Grigore Manu”.
„Croatię” i bliźniaczą „Pannonię” zbudowała w 1854 roku stocznia w Óbudzie. W chwili wodowania statek miał 59,43 m długości, 7,64 m szerokości (14,63 z kołami łopatkowymi) i 2,89 m wysokości; z ładunkiem 70 ton węgla zanurzał się na 1,46 m. Kadłub wykonany był z żelaza, pokład pokryty był drewnem, z którego także zbudowane były ochrony kół łopatkowych, nadbudówka i nadburcia. Nad pokładem znajdowały się kabina kapitańska, kuchnia i spiżarnia; pod pokładem, na dziobie – kabiny oficerskie, a na rufie – kabiny załogi, wyposażone w bulaje w burtach.
Statek napędzany był dwucylindrową maszyną parową, do której pary, pod ciśnieniem 6 kG/cm², dostarczały dwa cylindryczne kotły, każdy z własnym kominem. Pierwotnie zbudowana przez przedsiębiorstwo Escher, Wyss & Cie. z Zurychu jako prosta maszyna kondensacyjna, w 1867 roku została przebudowana w stoczni w Óbudzie na maszynę podwójnego rozprężania. Silnik osiągał moc 500 KM i napędzał dwa koła łopatkowe, początkowo wyposażone w 16 łopat drewnianych, a po przebudowie w 10 łyżkowatych łopat metalowych.
Statek był pierwotnie holownikiem przedsiębiorstwa Erste Donau-Dampfschiffahrts-Gesellschaft (DDSG); wszedł do służby w 1854 roku jako „Croatia”; po I wojnie światowej rumuńskie przedsiębiorstwo żeglugowe Navigatia Fluviala Romana (NFR), dążąc do odtworzenia wojennych strat, przejęło holownik w 1919 roku i przebudowało w stoczni w Turnu Severin na statek pasażerski, ochrzczony  jako „Sarmisegetuza” - na cześć Sarmisegetuzy, stolicy dawnej Dacji. Statek następnie pływał na Dunaju na linii Braiła-Gałacz-Tulcza-Sulina i Turnu Severin-Calafat-Giurgiu-Oltenița-Tutrakan. Cztery lata później, w 1923 roku, został przemianowany na „Grigore Manu”. Statek był wystarczająco luksusowy, by wycieczki nim odbywała rodzina królewska Rumunii: królowie Ferdynand, Michał i Karol oraz królowa Maria.
W czasie II wojny światowej statek pływał na linii Turnu Severin-Calafat. Służył też do przewozu rannych z Odessy do Gałacza; po wojnie został przemianowany na „Tudor Vladimirescu”, na cześć powstańca z 1821 roku. W 1954 roku został przebudowany, otrzymując zupełnie nową nadbudówkę (z pierwotnej jednostki pozostał kadłub i silnik). Kolejny remont przeszedł w 1993 roku, po czym służył jako pływająca restauracja, ale w 1996 roku został porzucony. W latach 2000–2002 był przygotowywany do remontu w Galati Damen Shipyard, ale brak funduszy spowodował przerwę; prace podjęto w jesieni 2002 roku i zakończono w sierpniu 2003 roku w stoczniach w Gałaczu i Braili. Ponownie wyremontowany w 2010 roku. Wielokrotne remonty spowodowały, że statek utracił w znacznym stopniu swój zabytkowy charakter.
„Tudor Vladimirescu” jest statkiem flagowym swego armatora Compania de Navigatie Fluviala Româna Navrom S.A. Służy głównie do oficjalnych przyjęć.